# 学校法人明治大学
学校法人明治大学（がっこうほうじんめいじだいがく）は、明治大学等を設置する学校法人。

## 概説
名称が似ているものに、明治学院大学等の設置者である学校法人明治学院があるが、別法人であり、関係はない。また、どちらかから派生したものでもない。

## 設置校
- 明治大学
- 明治高等学校・中学校

## 旧設置校
- 経緯学堂（1904年～1910年）

清・韓両国の留学生を対象とする予備教育機関。
- 明治大学商業学校（1930年～1950年）
- 東京明治工業専門学校（1944年～1951年 現・理工学部）
- 明治農業専門学校（1946年～1951年 現・農学部）
- 八丈島高等学校（1950年～1955年）
- 明治大学短期大学（1955年～2007年）

1929年に設置された明治大学専門部女子部を起源とし、明治女子専門学校、明治大学短期大学部を経て1955年に明治大学短期大学と改称（現・情報コミュニケーション学部）。

## 系属校
系属の学校法人に学校法人中野学園がある。
- 中野中学校・高等学校
- 八王子中学校・高等学校

## 歴代役職者
| 年     | 役職 | 役職者                   | 備考                                                                |
| ------ | ---- | ------------------------ | ------------------------------------------------------------------- |
| 1880年 | 幹事 | 岸本辰雄 宮城浩蔵 矢代操 | 開校時は校長を置かず、創立者3名による合議制で学校運営を行っていた。 |
| 1888年 | 校長 | 岸本辰雄                 | 特別認可学校規則により校長と教頭を置く（教頭は宮城浩蔵）。          |
| 1903年 | 校長 | 岸本辰雄                 | 専門学校令による明治大学となる。                                    |

| 年     | 役職         | 役職者     | 備考                                               |
| ------ | ------------ | ---------- | -------------------------------------------------- |
| 1905年 | 校長         | 岸本辰雄   | 学校組織が財団法人となる。                         |
| 1912年 | 校長         | 木下友三郎 | 前任者の死去により校長となる。                     |
| 1920年 | 学長         | 木下友三郎 | 大学令による明治大学となり、校長を学長と改称する。 |
| 1921年 | 学長         | 富谷鉎太郎 | 在任中に関東大震災が発生する。                     |
| 1924年 | 学長         | 横田秀雄   |                                                    |
| 1932年 | 総長         | 横田秀雄   | 明治大学令により学長を総長と改称する。             |
| 1934年 | 総長         | 木下友三郎 |                                                    |
| 1934年 | 総長         | 鵜沢総明   |                                                    |
| 1938年 | 総長         | 木下友三郎 |                                                    |
| 1940年 | 総長         | 志田鉀太郎 |                                                    |
| 1943年 | 総長         | 鵜沢総明   |                                                    |
| 1946年 | 総長兼理事長 | 近藤民雄   | 前任者の鵜沢総明は東京裁判の弁護団長となる。       |
| 1949年 | 総長兼理事長 | 鵜沢総明   | 新制明治大学発足。                                 |

| 年     | 理事長       | 総長       | 学長       |
| ------ | ------------ | ---------- | ---------- |
| 1951年 | 鵜沢総明     | 鵜沢総明   | 春日井薫   |
| 1952年 | 阿保浅次郎   | 鵜沢総明   | 春日井薫   |
| 1953年 | 阿保浅次郎   | 鵜沢総明   | 小島憲     |
| 1956年 | 長谷川太一郎 | 松岡熊三郎 | 松岡熊三郎 |
| 1958年 | 長谷川太一郎 | 松岡熊三郎 | 武田孟     |
| 1960年 | 長谷川太一郎 | 佐々木吉郎 | 小出廉二   |
| 1964年 | 長野国助     | 武田孟     | 小出廉二   |
| 1967年 | 渡辺政人     | 武田孟     | 中川富弥   |
| 1968年 | 水野東太郎   | 春日井薫   | 中川富弥   |
| 1972年 | 加藤五六     | 小牧正道   | 小牧正道   |
| 1974年 | 加藤五六     | 中川富弥   | 斎藤正直   |
| 1976年 | 加藤五六     | 武田孟     | 斎藤正直   |
| 1977年 | 後藤信夫     | 麻生平八郎 | 斎藤正直   |
| 1980年 | 松本留義     | 小島憲     | 山本進一   |
| 1984年 | 後藤信夫     | 島田正郎   | 山本進一   |
| 1988年 | 後藤信夫     | 島田正郎   | 木村礎     |
| 1992年 | 岡村了一     | 宮崎茂樹   | 岡野加穂留 |
| 1996年 | 岡村了一     | 栗田健     | 戸沢充則   |
| 2000年 | 岡村了一     | 栗田健     | 山田雄一   |
| 2004年 | 長吉泉       | 納谷廣美   | 納谷廣美   |
| 2005年 | 長吉泉       |            | 納谷廣美   |
| 2008年 | 長堀守弘     |            | 納谷廣美   |
| 2012年 | 日髙憲三     |            | 福宮賢一   |
| 2016年 | 柳谷孝       |            | 土屋恵一郎 |
| 2020年 | 柳谷孝       |            | 大六野耕作 |

※2005年以降は理事長及び学長の二長制に移行。